# Cumoechus insignis
Cumoechus insignis là một loài chân đều trong họ Cryptoniscoidea incertae sedis. Loài này được Hansen miêu tả khoa học năm 1916.